# Tepozonalco, Leonardo Bravo
Tepozonalco är en ort i Mexiko.   Den ligger i kommunen Leonardo Bravo och delstaten Guerrero, i den södra delen av landet, 210 km söder om huvudstaden Mexico City. Tepozonalco ligger 1 537 meter över havet och antalet invånare är 817.
Terrängen runt Tepozonalco är kuperad åt nordost, men åt sydväst är den bergig. Tepozonalco ligger nere i en dal. Runt Tepozonalco är det ganska glesbefolkat, med 34 invånare per kvadratkilometer. Närmaste större samhälle är Chichihualco, 9,2 km nordost om Tepozonalco. I omgivningarna runt Tepozonalco växer i huvudsak blandskog.